# Biélorussie au Concours Eurovision de la chanson 2017
La Biélorussie est l'un des quarante-deux pays participants du Concours Eurovision de la chanson 2017, qui se déroule à Kiev en Ukraine. Le pays a été représenté par le duo Navi et leur chanson Historyja majho žyccia, sélectionnés via une sélection télévisée. Le pays se classe 17e avec 83 points lors de la finale.

## Sélection
Le diffuseur biélorusse confirme sa participation le 15 septembre 2016. La sélection du représentant a lieu le 20 janvier 2017 parmi treize artistes et chansons annoncés le 30 novembre 2016.
| Ordre | Artiste               | Chanson                                       | Traduction                  | Compositeurs                                        | Télévote | Jury | Total | Place |
| ----- | --------------------- | --------------------------------------------- | --------------------------- | --------------------------------------------------- | -------- | ---- | ----- | ----- |
| 1     | July                  | Children of the World                         | Enfants du monde            | Dmitry Fomich                                       | 8        | 1    | 9     | 7     |
| 2     | Aleksandra Tkach      | Be Stronger                                   | Sois plus fort              | Aleksandra Tkach                                    | 2        | 5    | 7     | 9     |
| 3     | Vladislav Kourasov    | Follow the Play                               | Suis le jeu                 | Vladislav Kourasov, Natalya Rostova                 | 0        | 4    | 4     | 11    |
| 4     | NAVI                  | Historyja majho žyccia (Гісторыя майго жыцця) | L'histoire de ma vie        | Arciom Lukjanienka                                  | 6        | 12   | 18    | 1     |
| 5     | Isaac Nightingale     | On the Red Line                               | Sur la ligne rouge          | Vadim Kapustin                                      | 0        | 8    | 8     | 8     |
| 6     | Kattie                | Wild Wind                                     | Vent sauvage                | Anders Hansson, Sharon Vaughn                       | 1        | 0    | 1     | 12    |
| 7     | Nuteki                | Take My Heart                                 | Prends mon cœur             | Mikhail Nokarashvili, Dawn Michel                   | 5        | 10   | 15    | 2     |
| 8     | Napoli                | Let's Come Together                           | Réunissons-nous             | Michael James Down, Primoz Poglajen, Niklas Hast    | 10       | 2    | 12    | 5     |
| 9     | Nikita Hodas          | Voices In My Head                             | Les voix dans ma tête       | Nikita Hodas                                        | 3        | 7    | 10    | 6     |
| 10    | Angelica Pouchnova    | We Should Be Together                         | Nous devrions être ensemble | Kirill Ermakov, Natalya Tambovtseva                 | 4        | 3    | 7     | 10    |
| 11    | Anastasiya Cheverenko | We'll Be Together                             | Nous serons ensemble        | Maxim Aleynikov, Irina Filatova                     | 7        | 6    | 13    | 3     |
| 12    | Lermont x Julic       | Heartbeat                                     | Battement de cœur           | Vasiliy Selischev, Anton Rubatskiy                  | 0        | 0    | 0     | 13    |
| 13    | PROvokatsiya          | #mylove                                       | #monamour                   | Anatoliy Chepikov, Svyatoslav Pozdnyak, Ilya Yermak | 12       | 0    | 12    | 4     |

## À l'Eurovision
La Biélorussie participe à la deuxième demi-finale, le 11 mai 2017. Arrivé 9e avec 110 points, le pays se qualifie pour la finale du 13 mai 2017, où il termine 17e avec 83 points.